# AC3Filter
AC3Filter er et open source AC3 DirectShow-lydkodningsfilter og anvendes til at afkode lydspor gemt i AC3-formatet. Det kan eksempelvis være en musikfil eller lyden på en DVD.
AC3Filter kan frit downloades og efter endt installationen burde alle medieafspillere (eksempelvis Windows Media Player) på den pågældende computer, være i stand til at afspille AC3-kodet lyd korrekt.

## Hovedtræk
- Equalizer
- Spectrum analyzer
- Sample rate conversion